# Podborze (powiat makowski)
Podborze – wieś sołecka w Polsce położona w województwie mazowieckim, w powiecie makowskim, w gminie Różan.
Do 30 grudnia 1959 w granicach Różana. 
W latach 1975–1998 miejscowość należała administracyjnie do województwa ostrołęckiego.
Wierni Kościoła rzymskokatolickiego należą do parafii św. Anny w Różanie.